# Scopula catenularia
Scopula catenularia är en fjärilsart som beskrevs av Walker 1861. Scopula catenularia ingår i släktet Scopula och familjen mätare. Inga underarter finns listade.